# Fred Wacker
Frederick G. Wacker, Jr. (Chicago, Illinois, Estados Unidos, 10 de julho de 1918 – Lake Bluff, Illinois, Estados Unidos, 16 de junho de 1998) foi um automobilista norte-americano que participou de 5 Grandes Prêmios de Fórmula 1 entre 1953 e 1954.